# إلفير أوفشينا
إلفير أوفشينا مواليد 16 يوليو 1976 في سراييفو، جمهورية البوسنة والهرسك الاشتراكية، جمهورية يوغوسلافيا الاشتراكية الاتحادية، هو لاعب كرة سلة بوسني سابق. بدأ مسيرته الاحترافية في سنة 1999. اعتزل اللعب في 2013.

## روابط خارجية
- إلفير أوفشينا على موقع الاتحاد الدولي لكرة السلة (الإنجليزية)
- إلفير أوفشينا على موقع الدوري الأوروبي لكرة السلة (الإنجليزية)
- إلفير أوفشينا على موقع كرة السلة الأوروبية.كوم (الإنجليزية)
- إلفير أوفشينا على موقع كلية كرة السلة في سبورتس رفرنس.كوم (الإنجليزية)
- إلفير أوفشينا على موقع ريلجم (الإنجليزية)
- إلفير أوفشينا على موقع بروبوليرز (الإنجليزية)
- إلفير أوفشينا على موقع سبورتس رفرنس (الإنجليزية)